# Bar mitsvà
El Bar Mitsvà (en hebreu: בר מצווה) és un ritual iniciàtic pel qual l'infant jueu arriba a la seva majoria d'edat religiosa, en principi als tretze anys. El seu rol social és similar al que té la primera comunió per als fidels catòlics.

## Fill del Manament
Quan un nen jueu arriba a l'edat de la maduresa (12 anys per les nenes, 13 pels nens), es torna responsable de si mateix sota la llei jueva. En aquest punt, el nen es converteix en un Bar mitsvà, (בר מצווה, "fill del manament"). La forma plural és Bené mitsvà, encara que per a les celebracions múltiples hom diu "Bar mitsvot". Abans d'aquesta edat, tota la responsabilitat és dels pares. Després d'aquesta edat, els nens tenen el privilegi de participar en totes les àrees de la vida i la comunitat jueves, i tenen responsabilitats de les lleis rituals, de la tradició i de l'ètica.
Des dels temps medievals, és una tradició jueva celebrar l'edat del Bar Mitsvà dels nens. Usualment, el Sàbat (dissabte) anterior al seu 13è aniversari, el nen pot llegir de la Torà i de la Haftarà i té el privilegi de dir un petit devar Torà (homilia), o dirigir part de les pregàries de la sinagoga. Quan el nen rep l'honor de llegir la Torà a la sinagoga (acció que s'anomena aliyyà en hebreu), el nen oficialment ha arribat a l'edat del Bar Mitsvà. A vegades, la celebració es realitza un altre dia. La reunió inclou un menjar de celebració amb la família, els amics i els membres de la comunitat.
Moltes congregacions demanen als nens que volen fer el Bar Mitsvà que es presentin a un mínim de pregàries sabàtiques a la sinagoga, que facin un temps d'estudi a l'escola hebrea, que facin un donatiu per a caritat o que facin un servei comunitari, i que siguin membres actius d'una sinagoga. Pot ser necessari llogar a un professor per l'estudi de l'hebreu, la Torà, i conceptes bàsics jueus.
Quan el nen arriba a l'edat del Bar Mitsvà, ja pot portar filactèries, en hebreu תפילין Tefil·lín. En algunes comunitats ortodoxes, el costum és que el nen porti les filactèries entre un i tres mesos abans del seu Bar mitsvà. D'aquesta manera, arribat el moment, el nen ja sabrà com posar-se-les.